# Joackim Fagerjord
Kent Joackim Håkon Fagerjord, född Åberg den 22 juli 1998, är en svensk fotbollsspelare som spelar för Gais.

## Karriär
Fagerjord, som då ännu hette Åberg, började spela fotboll i Kungsbacka IF och gick därefter till Onsala BK. Han spelade nio matcher för Onsala i Division 4 2014, innan han gick till BK Häckens akademi.
Sommaren 2017 återvände Åberg till Onsala BK, där han spelade sju matcher och gjorde ett mål i Division 3 2017. Följande säsong gjorde han sju mål på 21 matcher och hjälpte klubben till serieseger i Division 3. Under sin första säsong i Division 2 gjorde han tre mål och 13 assist på 25 matcher.

### Gais
I december 2019 värvades Åberg av Gais, där han skrev på ett tvåårskontrakt. Han gjorde sin Superettan-debut den 21 juni 2020 i en 0–3-förlust mot Norrby IF. Säsongen 2021 blev Gais nedflyttade till Ettan, men Åberg stannade kvar i klubben, och i januari 2022 förlängde han sitt kontrakt med ett år. Han hade ett tungt år i Ettan, med höftoperationer och mycket rehabträning, och missade stora delar av säsongen, men sedan Gais omgående tagit sig upp i Superettan igen fick han nytt förtroende av klubben och förlängde återigen med ett år.
Under första halvan av säsongen 2023 blommade en skade- och smärtfri Åberg upp ordentligt. Han var tongivande som defensiv mittfältare i Gais i Superettan när klubben gick upp i Allsvenskan, och under sommaruppehållet förlängde han åter sitt kontrakt med klubben, den här gången på tre och ett halvt år. I juli 2025 bytte han efternamn från Åberg till sin mors namn, Fagerjord.